# Дедовіца-Ноуе
Дедовіца-Ноуе (рум. Dedovița Nouă) — село у повіті Мехедінць в Румунії. Входить до складу комуни Шиміан.
Село розташоване на відстані 267 км на захід від Бухареста, 5 км на схід від Дробета-Турну-Северина, 92 км на захід від Крайови.

## Населення
За даними перепису населення 2002 року у селі проживали 402 особи, усі — румуни. Усі жителі села рідною мовою назвали румунську.